# 忻府区
忻府区是中国山西省忻州市所辖的一个市辖区。总面积为1954平方公里，原为县级忻州市、忻县，古称九原县，曾为西晋新兴郡郡治。
2019年10月，忻府区被授予“中国甘甜红薯之乡”称号。

## 行政区划
忻府区下辖6个街道办事处、6个镇、7个乡：
秀容街道、长征街街道、新建路街道、云中路街道、九原街街道、旭来街街道、桥西街街道、奇村镇、三交镇、庄磨镇、豆罗镇、董村镇、西张镇、忻口镇、合索镇、兰村乡、东楼乡和北义井乡。

## 人口
根据(山西省)忻州市第七次全国人口普查公报显示：忻府区常住人口为577089人。
2022年末，全区常住人口578043人，比上年末增加53人。其中，城镇常住人口391844人，占常住人口比重为67.8%；乡村常住人口186199人，占常住人口比重为32.2%。全年全区出生人口2928人，出生率为5.07‰；死亡人口4322人，死亡率为7.48‰；自然增长率为-2.41‰。

## 古蹟名勝
- 元好问墓
- 九原岗北朝壁画墓